# Tetsurō Tamba
Tetsurō Tamba (jap. 丹波 哲郎 Tanba Tetsurō; ur. 17 lipca 1922 w Tokio, zm. 24 września 2006 tamże) – japoński aktor.
Urodził się 17 lipca 1922 w Tokio jako Shozaburo Tanba, będąc synem osobistego lekarza cesarza Japonii. Po kilku latach współpracy z wytwórnią filmową Shintōhō, w 1959 został freelancerem. W trakcie kariery, która rozpoczęła się w 1954, zagrał w ponad 200 filmach z różnych gatunków filmowych: katastroficznych, gangsterskich, samurajskich, jidai-geki, wojennych, artystycznych, yakuza eiga czy horrorach. Najlepiej znany z roli w piątej części z serii filmów o Jamesie Bondzie Żyje się tylko dwa razy (1967), gdzie wcielił się w Tigera Tanakę, szefa japońskiego wywiadu. Jak przyznał, nigdy nie odmówił roli, nigdy nie uczył się scenariusza na pamięć i nigdy nie obejrzał w całości filmu, w którym wystąpił.
Zmarł 24 września 2006 w wieku 84 lat. Przyczyną śmierci były powikłania zapalenia płuc. Jego syn Yoshitaka Tamba jest również aktorem.